# Onthophagus hiroyukii
Onthophagus hiroyukii es una especie de insecto del género Onthophagus de la familia Scarabaeidae del orden Coleoptera.

## Historia
Fue descrita científicamente por primera vez en el año 2007 por Ochi.